# Esclusione sociale
In sociologia il termine esclusione sociale si applica in quei contesti (personali, familiari o sociali) di povertà unita a emarginazione sociale.
Oggetto di campagne legislative nell'era moderna e contemporanea al fine di ridurne l'impatto sulla popolazione più disagiata, in Italia è un fenomeno monitorato dalla Commissione di Indagine sull'Esclusione Sociale, istituita con legge 328/2000.

## Sociologia
Una definizione sociologica di "esclusione sociale" è quella di: 
processo multidimensionale di progressiva rottura sociale, che causa il distacco di gruppi e individui dalle relazioni sociali e dalle istituzioni, impedendo la piena partecipazione alle comuni e normativamente prescritte attività della società in cui vivono

## Cinematografia
La cinematografia si occupa a volte di esclusione sociale. Esempi sono il film-documentario del 2007 Civico zero di Francesco Maselli, che tratta le problematiche dell'esclusione sociale connessa all'immigrazione a Roma, Un posto sulla terra, film del 2001 del regista moldavo, Artur Aristakisjan che tratta dei senza tetto nella capitale russa, moltissimi film nell'ambito del neorealismo italiano.